# Горбачевская
Горбачевская — деревня в Шенкурском районе Архангельской области. Входит в состав муниципального образования «Верхопаденьгское».

## География
Деревня расположена в южной части Архангельской области, в таёжной зоне, в пределах северной части Русской равнины, в 81 километрах на юг от города Шенкурска, на левом берегу реки Паденьга, притока Ваги. Ближайшие населённые пункты: на западе деревня Артемьевская.
Часовой пояс
Горбачевская, как и вся Архангельская область, находится в часовой зоне МСК (московское время). Смещение применяемого времени относительно UTC составляет +3:00.

## Население
| 2002 | 2010 | 2012 |
| ---- | ---- | ---- |
| 34   | ↘13  | ↗16  |

## История
В «Списке населенных мест Архангельской губернии к 1905 году» деревня Горбачевская (Давыдовская) насчитывает 9 дворов, 23 мужчины и 27 женщин.  В административном отношении деревня входила в состав Верхопаденгского сельского общества Верхопаденгской волости.
На 1 мая 1922 года в поселении 25 дворов, 57 мужчин и 78 женщин.